# Eleições autárquicas portuguesas de 1989 no distrito de Évora
| Eleições autárquicas portuguesas de 1989 Distritos: Aveiro \| Beja \| Braga \| Bragança \| Castelo Branco \| Coimbra \| Évora \| Faro \| Guarda \| Leiria \| Lisboa \| Portalegre \| Porto \| Santarém \| Setúbal \| Viana do Castelo \| Vila Real \| Viseu \| Açores \| Madeira |

## Resultados por concelho
Os resultados nos concelhos do distrito de Évora foram os seguintes:

### Alandroal
| Partido                 | Partido                        | Votos | %               | +/-   | Vereadores | +/-     |
| ----------------------- | ------------------------------ | ----- | --------------- | ----- | ---------- | ------- |
|                         | Coligação Democrática Unitária | 2 017 | 46,09 / 100,00  | 20,89 | 3 / 5      | 1       |
|                         | Partido Socialista             | 1 238 | 28,29 / 100,00  | 19,70 | 1 / 5      | 1       |
|                         | Partido Social Democrata       | 999   | 22,83 / 100,00  | 7,01  | 1 / 5      | Estável |
| Votos Inválidos         | Votos Inválidos                | 122   | 2,79 / 100,00   | 0,18  |            |         |
| Total                   | Total                          | 4 376 | 100,00 / 100,00 |       | 5 / 5      |         |
| Eleitorado/Participação | Eleitorado/Participação        | 6 625 | 66,05 / 100,00  | 0,53  |            |         |

### Arraiolos
| Partido                 | Partido                        | Votos | %               | +/-  | Vereadores | +/-     |
| ----------------------- | ------------------------------ | ----- | --------------- | ---- | ---------- | ------- |
|                         | Coligação Democrática Unitária | 3 040 | 63,10 / 100,00  | 5,36 | 4 / 5      | Estável |
|                         | Partido Social Democrata       | 1 055 | 21,90 / 100,00  | 2,17 | 1 / 5      | Estável |
|                         | Partido Socialista             | 527   | 10,94 / 100,00  | -    | 0 / 5      | -       |
| Votos Inválidos         | Votos Inválidos                | 196   | 4,06 / 100,00   | 0,75 |            |         |
| Total                   | Total                          | 4 818 | 100,00 / 100,00 |      | 5 / 5      |         |
| Eleitorado/Participação | Eleitorado/Participação        | 7 021 | 68,62 / 100,00  | 7,66 |            |         |

### Borba
| Partido                 | Partido                        | Votos | %               | +/-   | Vereadores | +/- |
| ----------------------- | ------------------------------ | ----- | --------------- | ----- | ---------- | --- |
|                         | Coligação Democrática Unitária | 2 389 | 49,26 / 100,00  | 6,28  | 3 / 5      | 1   |
|                         | Partido Social Democrata       | 1 240 | 25,57 / 100,00  | -     | 1 / 5      | -   |
|                         | Partido Socialista             | 1 023 | 21,09 / 100,00  | 32,57 | 1 / 5      | 2   |
| Votos Inválidos         | Votos Inválidos                | 198   | 4,09 / 100,00   | 0,72  |            |     |
| Total                   | Total                          | 4 850 | 100,00 / 100,00 |       | 5 / 5      |     |
| Eleitorado/Participação | Eleitorado/Participação        | 6 989 | 69,39 / 100,00  | 5,60  |            |     |

### Estremoz
| Partido                 | Partido                        | Votos  | %               | +/-   | Vereadores | +/- |
| ----------------------- | ------------------------------ | ------ | --------------- | ----- | ---------- | --- |
|                         | Partido Socialista             | 3 900  | 39,27 / 100,00  | 10,43 | 3 / 7      | 1   |
|                         | Partido Social Democrata       | 2 868  | 28,88 / 100,00  | -     | 2 / 7      | -   |
|                         | Coligação Democrática Unitária | 2 741  | 27,60 / 100,00  | 18,27 | 2 / 7      | 1   |
| Votos Inválidos         | Votos Inválidos                | 421    | 4,24 / 100,00   | 0,18  |            |     |
| Total                   | Total                          | 9 930  | 100,00 / 100,00 |       | 7 / 7      |     |
| Eleitorado/Participação | Eleitorado/Participação        | 14 751 | 67,32 / 100,00  | 2,69  |            |     |

### Évora
| Partido                 | Partido                        | Votos  | %               | +/-   | Vereadores | +/-     |
| ----------------------- | ------------------------------ | ------ | --------------- | ----- | ---------- | ------- |
|                         | Coligação Democrática Unitária | 12 931 | 51,42 / 100,00  | 0,87  | 4 / 7      | Estável |
|                         | Partido Social Democrata       | 6 817  | 27,11 / 100,00  | 7,53  | 2 / 7      | 1       |
|                         | Partido Socialista             | 4 448  | 17,69 / 100,00  | -     | 1 / 7      | -       |
| Votos Inválidos         | Votos Inválidos                | 950    | 3,78 / 100,00   | 0,05  |            |         |
| Total                   | Total                          | 25 146 | 100,00 / 100,00 |       | 7 / 7      |         |
| Eleitorado/Participação | Eleitorado/Participação        | 43 569 | 57,72 / 100,00  | 11,31 |            |         |

### Montemor-o-Novo
| Partido                 | Partido                        | Votos  | %               | +/-  | Vereadores | +/-     |
| ----------------------- | ------------------------------ | ------ | --------------- | ---- | ---------- | ------- |
|                         | Coligação Democrática Unitária | 6 863  | 61,05 / 100,00  | 4,41 | 5 / 7      | Estável |
|                         | Partido Socialista             | 2 196  | 19,54 / 100,00  | 3,27 | 1 / 7      | Estável |
|                         | Partido Social Democrata       | 1 790  | 15,92 / 100,00  | 0,22 | 1 / 7      | Estável |
| Votos Inválidos         | Votos Inválidos                | 392    | 3,49 / 100,00   | 0,93 |            |         |
| Total                   | Total                          | 11 241 | 100,00 / 100,00 |      | 7 / 7      |         |
| Eleitorado/Participação | Eleitorado/Participação        | 16 556 | 67,90 / 100,00  | 7,12 |            |         |

### Mora
| Partido                 | Partido                        | Votos | %               | +/-   | Vereadores | +/- |
| ----------------------- | ------------------------------ | ----- | --------------- | ----- | ---------- | --- |
|                         | Coligação Democrática Unitária | 2 163 | 48,86 / 100,00  | 16,88 | 3 / 5      | 1   |
|                         | Partido Social Democrata       | 1 692 | 38,22 / 100,00  | 10,58 | 2 / 5      | 1   |
|                         | Partido Socialista             | 399   | 9,01 / 100,00   | -     | 0 / 5      | -   |
| Votos Inválidos         | Votos Inválidos                | 173   | 3,91 / 100,00   | 2,71  |            |     |
| Total                   | Total                          | 4 427 | 100,00 / 100,00 |       | 5 / 5      |     |
| Eleitorado/Participação | Eleitorado/Participação        | 5 886 | 75,21 / 100,00  | 4,64  |            |     |

### Mourão
| Partido                 | Partido                        | Votos | %               | +/-   | Vereadores | +/-     |
| ----------------------- | ------------------------------ | ----- | --------------- | ----- | ---------- | ------- |
|                         | Coligação Democrática Unitária | 775   | 37,93 / 100,00  | 7,86  | 2 / 5      | Estável |
|                         | Partido Socialista             | 594   | 29,07 / 100,00  | -     | 2 / 5      | -       |
|                         | Partido Social Democrata       | 585   | 28,63 / 100,00  | 20,28 | 1 / 5      | 2       |
| Votos Inválidos         | Votos Inválidos                | 89    | 4,36 / 100,00   | 0,95  |            |         |
| Total                   | Total                          | 2 043 | 100,00 / 100,00 |       | 5 / 5      |         |
| Eleitorado/Participação | Eleitorado/Participação        | 2 746 | 74,40 / 100,00  | 0,40  |            |         |

### Portel
| Partido                 | Partido                        | Votos | %               | +/-  | Vereadores | +/-     |
| ----------------------- | ------------------------------ | ----- | --------------- | ---- | ---------- | ------- |
|                         | Coligação Democrática Unitária | 2 392 | 50,36 / 100,00  | 6,63 | 3 / 5      | Estável |
|                         | Partido Socialista             | 2 205 | 46,42 / 100,00  | 6,88 | 2 / 5      | Estável |
| Votos Inválidos         | Votos Inválidos                | 153   | 3,22 / 100,00   | 0,25 |            |         |
| Total                   | Total                          | 4 750 | 100,00 / 100,00 |      | 5 / 5      |         |
| Eleitorado/Participação | Eleitorado/Participação        | 6 566 | 72,34 / 100,00  | 0,27 |            |         |

### Redondo
| Partido                 | Partido                        | Votos | %               | +/-  | Vereadores | +/-     |
| ----------------------- | ------------------------------ | ----- | --------------- | ---- | ---------- | ------- |
|                         | Coligação Democrática Unitária | 2 189 | 57,80 / 100,00  | 3,76 | 3 / 5      | Estável |
|                         | Partido Social Democrata       | 778   | 20,54 / 100,00  | 8,63 | 1 / 5      | 1       |
|                         | Partido Socialista             | 679   | 17,93 / 100,00  | -    | 1 / 5      | -       |
| Votos Inválidos         | Votos Inválidos                | 141   | 3,72 / 100,00   | 0,29 |            |         |
| Total                   | Total                          | 3 787 | 100,00 / 100,00 |      | 5 / 5      |         |
| Eleitorado/Participação | Eleitorado/Participação        | 6 838 | 55,38 / 100,00  | 7,90 |            |         |

### Reguengos de Monsaraz
| Partido                 | Partido                        | Votos | %               | +/-   | Vereadores | +/-     |
| ----------------------- | ------------------------------ | ----- | --------------- | ----- | ---------- | ------- |
|                         | Partido Socialista             | 2 528 | 40,42 / 100,00  | 12,71 | 2 / 5      | 1       |
|                         | Coligação Democrática Unitária | 2 198 | 35,15 / 100,00  | 8,50  | 2 / 5      | Estável |
|                         | Partido Social Democrata       | 1 295 | 20,71 / 100,00  | -     | 1 / 5      | -       |
| Votos Inválidos         | Votos Inválidos                | 233   | 3,73 / 100,00   | 0,51  |            |         |
| Total                   | Total                          | 6 254 | 100,00 / 100,00 |       | 5 / 5      |         |
| Eleitorado/Participação | Eleitorado/Participação        | 9 524 | 65,67 / 100,00  | 0,02  |            |         |

### Vendas Novas
| Partido                 | Partido                        | Votos | %               | +/-   | Vereadores | +/-     |
| ----------------------- | ------------------------------ | ----- | --------------- | ----- | ---------- | ------- |
|                         | Coligação Democrática Unitária | 3 383 | 55,15 / 100,00  | 0,42  | 3 / 5      | Estável |
|                         | Partido Social Democrata       | 1 465 | 23,88 / 100,00  | -     | 1 / 5      | -       |
|                         | Partido Socialista             | 1 074 | 17,51 / 100,00  | 23,54 | 1 / 5      | 1       |
| Votos Inválidos         | Votos Inválidos                | 212   | 3,46 / 100,00   | 0,08  |            |         |
| Total                   | Total                          | 6 134 | 100,00 / 100,00 |       | 5 / 5      |         |
| Eleitorado/Participação | Eleitorado/Participação        | 9 280 | 66,10 / 100,00  | 11,63 |            |         |

### Viana do Alentejo
| Partido                 | Partido                        | Votos | %               | +/-   | Vereadores | +/- |
| ----------------------- | ------------------------------ | ----- | --------------- | ----- | ---------- | --- |
|                         | Partido Socialista             | 1 529 | 44,72 / 100,00  | 13,76 | 3 / 5      | 2   |
|                         | Coligação Democrática Unitária | 1 359 | 39,75 / 100,00  | 24,72 | 2 / 5      | 2   |
|                         | Partido Social Democrata       | 377   | 11,03 / 100,00  | -     | 0 / 5      | -   |
| Votos Inválidos         | Votos Inválidos                | 154   | 4,50 / 100,00   | 0,08  |            |     |
| Total                   | Total                          | 3 419 | 100,00 / 100,00 |       | 5 / 5      |     |
| Eleitorado/Participação | Eleitorado/Participação        | 5 071 | 67,42 / 100,00  | 3,27  |            |     |

### Vila Viçosa
| Partido                 | Partido                        | Votos | %               | +/-   | Vereadores | +/- |
| ----------------------- | ------------------------------ | ----- | --------------- | ----- | ---------- | --- |
|                         | Partido Socialista             | 2 156 | 46,15 / 100,00  | -     | 3 / 5      | -   |
|                         | Coligação Democrática Unitária | 1 319 | 28,23 / 100,00  | 22,29 | 1 / 5      | 2   |
|                         | Partido Social Democrata       | 982   | 21,02 / 100,00  | 19,94 | 1 / 5      | 1   |
| Votos Inválidos         | Votos Inválidos                | 215   | 4,61 / 100,00   | 1,13  |            |     |
| Total                   | Total                          | 4 672 | 100,00 / 100,00 |       | 5 / 5      |     |
| Eleitorado/Participação | Eleitorado/Participação        | 7 152 | 65,32 / 100,00  | 6,85  |            |     |